# Lugny (Aisne)
Lugny é uma comuna francesa na região administrativa de Altos da França, no departamento de Aisne. Estende-se por uma área de 4,77 km². Em 2010 a comuna tinha 119 habitantes (densidade: 24,9 hab./km²).